# Edward Said

Foto de Edward Said em cartaz afixado no Muro da Cisjordânia

Edward Wadie Said (em árabe: إدوارد سعيد; Jerusalém, 1 de novembro de 1935 – Nova Iorque, 25 de setembro de 2003) foi um professor, crítico literário e activista político palestino-estadunidense.
Docente de literatura na Universidade Columbia, foi um dos fundadores do campo acadêmico de estudos pós-coloniais. Também foi um dos principais intelectuais da causa palestina e de outras questões do mundo árabe de um modo geral.
Sua obra mais importante é Orientalismo [en], publicada em 1978 e traduzida em 36 línguas, que é considerada como um dos textos fundadores dos estudos pós-coloniais.

## Biografia

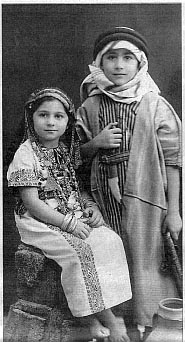
Edward Said e sua irmã, no Egito, 1940.

Edward Said nasceu em Jerusalém, cidade que na época integrava o Mandato Britânico da Palestina, no seio de uma família cristã de classe alta. O seu pai tinha emigrado para os Estados Unidos antes da Primeira Guerra Mundial e regressou à Palestina como cristão e cidadão americano, desagradando-lhe as suas raízes árabes.
Edward cresceu entre Jerusalém e na cidade egípcia do Cairo. Em Jerusalém Ocidental frequentou o colégio anglicano St. Georges Academy e depois o Victoria College no Cairo, onde a família se fixou em 1947. Por insistência do pai, Said foi enviado para a escola Mount Hermon no Massachusetts, Estados Unidos, em 1951.
Estudou na Universidade de Princeton e depois na Universidade de Harvard, onde concluiu o seu doutoramento. Em 1963 ingressou como docente na Universidade de Columbia, em Nova Iorque, onde ensinou durante as quatro décadas seguintes Inglês e Literatura Comparada. Foi também professor nas universidades de Harvard, Johns Hopkins e Yale.
Em 1970 casou com Mariam Cortas, com quem teve um filho e uma filha.
Apaixonado pela música clássica, Edward fundou com o seu amigo israelita Daniel Barenboim em 1999 a West-Eastern Divan Orchestra, cujo objectivo é unir na mesma orquestra jovens músicos de Israel e dos países árabes.
Edward Said faleceu aos 67 anos após uma batalha de dez anos contra a leucemia e está sepultado no Líbano, terra de origem de sua família por parte de mãe.

## Envolvimento na causa palestiniana
Em 1977 Said foi eleito membro do Conselho Nacional Palestiniano, o parlamento da Palestina no exílio. Inicialmente partidário da criação de dois estados como forma de solucionar o conflito israelo-árabe, tendo votado nesse sentido num encontro da OLP em 1988 em Alger, Said acabaria por considerar mais oportuna a criação de um único estado binacional que englobasse Israel, a Cisjordânia e a Faixa de Gaza, no qual os judeus e os árabes gozassem dos mesmos direitos.
Em 1991 ele demitiu-se do Conselho Nacional Palestiniano em protesto pelo apoio de Yasser Arafat a Saddam Hussein durante a guerra do Golfo. Foi um grande crítico da actuação de Arafat durante as negociações que conduziram aos Acordo de Paz de Oslo, que na sua opinião não favoreciam o retorno dos refugiados palestinianos aos locais que habitavam antes da guerra de 1967.
Em 2002 Edward Said, junto como Haidar Abdel-Shafi, Ibrahim Dakkak e Mustafa Barghouti, participou na criação da Iniciativa Nacional Palestina (ou Al-Mubadara), numa tentativa de criar uma terceira força política palestiniana que se afirmasse como alternativa à Autoridade Nacional Palestiniana e ao Hamas.

## Literatura

### Orientalismo – a Invenção do Oriente pelo Ocidente
Em 1978 Edward Said publicou a sua obra mais conhecida, Orientalismo, na qual analisa a visão ocidental do mundo "oriental", mais concretamente do mundo árabe. Segundo o autor, o Ocidente criou uma visão distorcida do Oriente como o "Outro", numa tentativa de diferenciação que servia os interesses do colonialismo. Na construção do argumento central do livro Said analisou uma série de discursos literários, políticos e culturais que iam desde textos das Cruzadas ou de Shakespeare, nos quais encontrou um denominador comum: a representação dos habitantes do mundo oriental como bárbaros.
Além de Orientalismo e Cultura e Imperialismo, Edward Said tem outros três livros traduzidos para o português: Cultura e Política (Boitempo, 2003), Reflexão sobre o Exílio e Outros Ensaios (Companhia das Letras, 2003), Elaborações Musicais (Imago, 1991) e Estilo tardio (Companhia das Letras, 2009).

## Obras
- After the Last Sky (1986)
- Beginnings (1975)
- Blaming the Victims (1988)
- CIA et Jihad, 1950-2001: Contre l'URSS, une disastreuse alliance (2002), com John K. Cooley
- Covering Islam (1981)
- Criticism in Society
- Culture and Imperialism (1993)
- The End Of The Peace Process (2000)
- Edward Said: A Critical Reader
- Jewish Religion, Jewish History (Introdução)
- Joseph Conrad and the Fiction of Autobiography (1966)
- Literature and Society (1980)
- Musical Elaborations (1991)
- Nationalism, Colonialism, and Literature
- Orientalism (1978)
- Orientalisme (1980)
- Out of Place (1999)
- Parallels and Paradoxes com Daniel Barenboim
- The Pen and the Sword (1994)
- The Politics of Dispossession (1994)
- The Question of Palestine (1979)
- Reflections on Exile (2000)
- Representations of the Intellectual (1994)
- The World, the Text and the Critic (1983)